# 三重県道740号小船紀宝線
三重県道740号小船紀宝線（みえけんどう740ごう こぶなときほうせん）は三重県熊野市から同県南牟婁郡紀宝町に至る一般県道である。国道168号と熊野川を並行して紀宝町生川に至る道路である。

## 概要

### 路線データ
- 起点：熊野市紀和町小船字下ノ蔭地354番地先[1]
- 終点：南牟婁郡紀宝町成川字深谷864-1番地先[1]
- 総延長：25.0631 km
  - 重用延長：805.6 m[1]
  - 実延長：24,257.5 km
- 橋梁：19本（総延長：201.4 m）[1]
- トンネル：0本[1]

### 台風による通行止め
2020年（令和2年）、台風14号で紀宝町浅里地区で幅約140m、長さ約200mにわたって土砂崩れが発生したため通行止めとなった。県道の土砂崩れによる被害は大きく、2020年12月から迂回路となる紀宝町の町道の拡幅工事が開始された（2021年夏完了予定）。

## 地理

### 通過する自治体
- 三重県
  - 熊野市 - 南牟婁郡紀宝町

### 接続する主な路線
- 三重県道780号熊野川紀和線：熊野市紀和町楊枝
- 国道42号：終点

### 沿線
- 飛雪の滝